# Циклопентолат
Циклопентола́т, или цикломе́д (лат. Cyclopentolatum, род. Cyclopentolati) — это синтетический психотропный лекарственный препарат короткого действия, входящий в перечень лекарственных средств для медицинского применения, подлежащих предметно-количественному учёту в Российской Федерации.

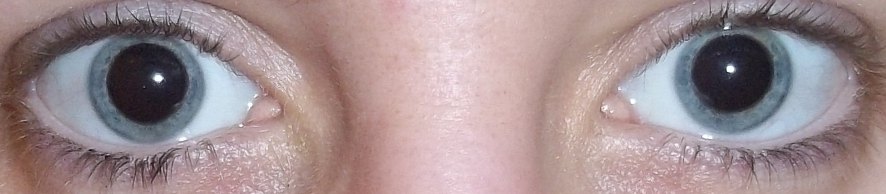
Расширение зрачков (мидриаз), вызванное циклопентолатом 1%, закапываемым в оба глаза

## Cинтез
Циклопентолат был впервые синтезирован в 1952 году как химический аналог атропина. Он представляет собой один из нескольких производных аналогов тропической кислоты (3-гидрокси-2-фенилпропановая кислота), которые были испытаны на фармакологическое действие «в поисках новых и лучших спазмолитических средств».

## Фармакология
Циклопентолат относится, как и атропин, к циклоплегическим средствам, блокирующим холинергические синапсы, к группе м-холиноблокаторов неселективного действия, которые избирательно блокируют м-холинорецепторы. Обладает м-холинолитической активностью. Расслабляет круговую мышцу радужной оболочки и цилиарную мышцу глаза. Расширяет зрачок (мидриатическое действие) и вызывает паралич аккомодации (циклоплегия). Легко проникает в глазные ткани.

## Медицинское применение
Применяется в медицине в офтальмологии для лечения глаз и при ревматических заболеваниях с офтальмологическими проявлениями. Назначается лечащим или дежурным врачом однократно или планово с указанием кратности применения и времени первого приёма (введения) непосредственно после осмотра пациента.
Циклопентолат используется в качестве глазных капель во время педиатрических обследований глаз для расширения зрачка и предотвращения фокусировки, аккомодации глаза. Циклопентолат может быть использован для реверсирования мускаринового эффекта и центральной нервной системы при непрямом холиномиметического (antiAChase) введении.
Циклоплегия необходима в случаях подозрения на скрытую дальнозоркость или «чрезмерную фокусировку» для того, чтобы офтальмолог или оптометрист имел возможность точно определить, насколько пациент должен сгибать глазную фокусирующую мышцу, чтобы видеть на расстоянии и вблизи. Такой способ коррекции скрытой дальнозоркости у детей позволяет предотвратить,  иногда исправить, косоглазие, некоторые формы рефракционной амблиопии, а также уменьшает напряжение глаз или лобные головные боли, вызванные длительной близорукостью. Также циклоплегия помогает снять спазм аккомодации.

## Противопоказание и побочные действия
Противопоказанием к применению является гиперчувствительность, закрытоугольная глаукома, предрасположенность к нарушению оттока внитриглазной жидкости (узкий или закрытый угол глаза).
Побочное действие циклопентолата аналогично побочным действиям других антихолинергических средств. Необходимо проявлять особую осторожность при назначении циклопентолата пациентам, которые уже принимают другие антихолинергические препараты. 
Местным побочным эффектом вещества является повышение внутриглазного давления, жжение глаз, фотофобия, затемнение зрения, гиперемия, блефароконъюнктивит, раздражение глаз, воспалении слизистых оболочек глаза (конъюнктивит), воспаления роговицы глаза (кератит) и другие. 
Неокулярные (не связанные с глазами) побочные действия имеют нейропсихиатрические симптомы, такие как головокружение, психотические реакции, нарушение поведения, атаксия, слабость, бессвязная речь, необычная сонливость, нарушение временной и пространственной ориентации, припадки, повышенная активность, беспокойство и судороги. При передозировке может развиться временный психоз, включающий галлюцинации, особенно у детей или пожилых людей при параллельном применении других антихолинергических препаратов.
Пациенты с деменцией типа Альцгеймера могут испытывать ухудшение своих симптомов. Также возможно покраснение кожи, кожные высыпания, проблемы желудочно-кишечного тракта, тахикардия, гиперпирексия, расширение кровеносных сосудов, задержка мочи, сухость во рту, снижение потоотделения и снижение бронхиальной секреции. Тяжёлое отравление циклопентолатом может привести к коме, параличу дыхания и летальному исходу. Производные циклопентолата могут быть использованы в качестве антидота при отравлении фосфорорганическими веществами.
Летальность циклопентолата изучена у грызунов. ЛД50 (доза, при которой 50 % животных умирают от препарата) составляет приблизительно 4000 мг/кг у крыс и 960 мг/кг у мышей. К симптомам побочных действия при передозировке являются тахикардия, головокружение, сухость во рту, нарушения поведения, нарушение координации и сонливость.

## Список литературы
1. Актуальные классификации лекарственных средств. Учебное пособие. - СПб.: СПбГПМУ, 2018. - 56 с. - ISBN 978-5-907065-60-4.
2. Астафьев И.В. Травмы органов зрения: учебное пособие/ И.В. Астафьев, А.Е. Апрелев, А.М. Исеркепова, Р.В. Коршунова, А.Д.Чупров, А.А. Горбунов, Ю.в. Канюкова. - Оренбург, 2020. - 326 с.
3. Ревматология. Ревматические заболевания с офтальмологическими проявлениями у взрослых: монография/ Л.Ф. Руднева, И.В. Медведева, М.Н. Пономарева, Е.Ю. Пономарева. - Тюмень: РИЦ "Айвекс", 2017. - 464 с.: ил. - ISBN 978-5-9066003-12-8.
4. Соколов К.Н. Медицинский уход и сестринская манипуляционная техника: пособие для студентов учреждений высшего образования, обучающихся по специальности "Лечебное дело"/ К.Н. Соколов, Е.М. Сурмач. - Гродно, 2022. - 536 с. - ISBN 978-985-595-599-4.

Холинолитические средства